# Безрядин, Николай Васильевич
Николай Васильевич Безрядин (13 июня 1926 — 10 декабря 2007) — советский и российский журналист, архивист, краевед, партийный деятель, целинник, главный редактор газеты «Советская Сибирь» (1961—1987), заслуженный работник культуры (1986).

## Биография
Родился 13 июня (июля) 1926 года в селе Щербаки современного Усть-Таркского района Новосибирской области. С 1942 года трудился на предприятии № 69 в Новосибирске.
В 1950 году окончил Новосибирский педагогический институт (исторический факультет). Во время учёбы на третьем курсе стал секретарём райкома ВЛКСМ..
С 1950 по 1952 год был корректором и заведующим отделом «Большевистской смены», работал в горкоме комсомола, занимал должность заместителя начальника областного управления трудовых резервов.
В 1953—1960 годах участвовал в освоении целины: отправлен тридцатипятитысячником в Татарск; в ходе районной партконференции утверждён вторым секретарём горкома КПСС на участке Степановской МТС. С 1960 по 1961 год — на посту заместителя заведующего отделом пропаганды и агитации Новосибирского обкома КПСС, занимался вопросами культуры.
В «Советской Сибири» первое время работал заместителем редактора, с 15 июня 1961 до 15 марта 1987 года — главным редактором и председателем областной журналистской организации. Состоял в правлении Союза журналистов СССР.
Депутат областного совета, член бюро обкома КПСС.
С 1987 года — в Государственном архиве Новосибирской области (научный сотрудник). Редактор-составитель.
Общий трудовой стаж - 60 лет.
Умер 10 декабря 2007 года. Похоронен в Новосибирске на Заельцовском кладбище.

## Награды и звания
- Орден Трудового Красного Знамени[2][3]
- Два ордена «Знак Почёта»[2][3]
- медали: 
  - «За освоение целинных земель»[2][3]
  - «За трудовое отличие»[2][4]
  - «За трудовую доблесть»[3]
  - «За доблестный труд. В ознаменование 100-летия со дня рождения В.И. Ленина»[3]
- Почётная грамота Президиума Верховного совета РСФСР за многолетний плодотворный труд в советской печати[3]
- Почетные грамоты обкома КПСС, Администрации Новосибирской области[4]

Является Заслуженным работником культуры РСФСР(1986 г.)

## Семья
- отец — Василий Аниканович Безрядин (1908—1993) — журналист, писатель, редактор газеты «Большевистская смена», автор книги «Маслоделы», посвящённой труженикам Барабы[5].
- сын — Александр Николаевич Безрядин (1949—2019) — журналист, редактор ГТРК Новосибирск, инициатор создания, соучредитель и первый президент «Карелин-Фонд»[5].
- внук — Илья Александрович Иохимович (Безрядин) — актер, журналист, популяризатор генеалогических исследований, организатор и ведущий массовых мероприятий.
- внучка — Анастасия Александровна Безрядина — член союза журналистов России.